# Teotihuacán
Teotihuacan (izgovorjava: Teōtī'wakān), nekdanja prestolnica države v današnji Srednji Ameriki približno med 1. in 8. stoletjem n. št. Teotihuacan je imel kot kamnito mesto z razvitostjo gradnje piramid, lončarstva in religije velik kulturni vpliv na civilizacije v Mezoameriki.
Mesto in arheološko najdišče se nahaja v današnji občini San Juan Teotihuacán v federalni enoti México, približno 40 km severovzhodno od Ciudad de México. Najdišče obsega skupno površino 83 kvadratnih kilometrov in je bilo imenovano za Unescov seznam svetovne dediščine leta 1987. Je med najbolj obiskanimi arheološkimi najdišči v Mehiki.

## Ime in etimologija
Beseda Teotihuacán v azteškem jeziku pomeni »mesto bogov« in z njo so kasnejše indijanske skupnosti poimenovale ruševine mesta Teotihuacan. Izvorno ime mesta se ni ohranilo, določeno povezavo pa morda lahko najdemo pri Majih. V njihovi pisavi se na mesto Teotihuacan nanaša znak, ki se prebere kot puh in pomeni »trstičje«.

## Zgodovina

### Izvor in ustanovitev
Zgodnja zgodovina Teotihuacana je precej skrivnostna in izvor njegovih ustanoviteljev  negotov. Okoli 300 pred našim štetjem so se ljudje iz srednjega in jugovzhodnega območja Mezoamerike začeli zbirati v večjih naseljih.  Teotihuacan je bilo največje urbano središče Mezoamerike pred Azteki, skoraj 1000 let pred njihovo dobo. Mesto je bilo že v ruševinah, ko so nastopili časi Aztekov. Vrsto let so arheologi menili, da so ga zgradili Tolteki. To prepričanje je temeljilo na besedilih iz kolonialnega obdobja, kot je Florentine Codex, ki pripisuje mesto Toltekom. Vendar pa v jeziku nahuatl beseda "Toltec" na splošno pomeni »mojster najvišje ravni« in se ne nanaša vedno na tolteško civilizacijo s središčem v Tuli (Tula de Allende). Tolteška civilizacija je cvetela stoletja po teotihuacanski.
V poznem predklasičnem obdobju so v osrednji Mehiki nastala številna mestna središča. Najbolj pomemben je bil Cuicuilco, na južni obali jezera Texcoco. Znanstveniki so razmišljali, da je izbruh vulkana Xitle morda povzročil množično izseljevanje iz centra doline in v dolino Teotihuacana. Ti naseljenci pa bi lahko ustanovili ali pospešili rast Teotihuacana.
Drugi znanstveniki imajo ljudstvo Totonac za ustanovitelje Teotihuacana. Obstajajo dokazi, da se je vsaj nekaj ljudi, ki so živeli v Teotihuacanu, priselilo z območij, na katera je vplivala teotihuacanska civilizacija, npr. Zapoteki, Mixteki in Maji. Prve stavbe Teotihuacana datirajo do 200 pred našim štetjem. Največja piramida, piramida Sonca, je bila končana leta 100 n. št.. 

### Vrhunec
Mesto je doseglo vrhunec okoli leta 450 n. št., ko je bilo središče močne kulture, katere vpliv se je razširil čez velik del mezoameriške regije. Na vrhuncu je mesto obsegalo več kot 30 km² in morda imelo 150.000 prebivalcev, nekatere ocene dosegajo tudi 250.000.  V različnih okrožjih mesta so živeli ljudje iz vse regije, ki se je razširila na jug skoraj do Gvatemale. Povsem odsotne v mestu so utrdbe in vojaške strukture.
Narava političnih in kulturnih interakcij med Teotihuacanom in centrov v regiji Majev (kot tudi drugod v Mezoameriki), je bila dolgotrajna in velik prostor za razpravo. Po izmenjavi in interakciji je prišlo skozi stoletja iz predklasičnega v srednjeklasično obdobje. Teotihuacanska ideologija in motivi so vztrajali pri Majih do pozne klasike, še dolgo po tem, ko se je Teotihuacan sam zmanjšal.  Vendar pa strokovnjaki razpravljajo o obsegu in stopnji teotihuacanskega vpliva. Nekateri verjamejo, da je imel neposredno in militaristično prevlado; drugi, da je bilo sprejetje "tujih" lastnosti del selektivne, zavestne in dvosmerne kulturne difuzije. Nova odkritja kažejo, da Teotihuacan ni bil v svojih interakcijah z drugimi centri iz kasnejših imperijev, preveč drugačen, kot sta bila tolteški in azteški.  Zato menijo, da je teotihuacanski vpliv pri predklasičnih in klasičnih Majih, najverjetneje osvojil več majevskih centrov in regij, vključno Tikal in regijo Peten, in vplival na majevsko kulturo.
Arhitekturni slogi vidni v Teotihuacanu so najdeni široko razpršeni v več oddaljenih mezoameriških območjih, ki jih nekateri raziskovalci razumejo kot dokaz za daljnosežne vplive Teotihuacana in politično ali militaristično prevladujoč položaj. Slog zlasti povezan s Teotihuacanom je znan kot talud-tablero, v katerem navznoter-nagnjene zunanje strani strukture (talud) prekrivajo pravokotno ploščo (tablero). Variante generičnega sloga najdemo v številnih majevskih regijah, vključno Tikal, Kaminaljuyu, Copán, Becan in Oxkintok, še posebej pa v kotlini Petén in centralnem višavju Gvatemale. Slog talud-tablero najbolj zgodaj nastopa v Teotihuacanu v zgodnjem klasičnem obdobju; zdi se, da je nastal v regiji Tlaxcala-Puebla med predklasičnim obdobjem. [18] Analize sledenja razvoju v lokalnih različicah sloga talud-tablero kažejo, da se je slog razširjal preko Mezoamerike na splošno od konca obdobja predklasike in ne izrecno ali samo prek vpliva Teotihuacana. Ni jasno, kako in od kod se je slog razširil v regiji Majev. 
Mesto je bilo središče industrije, kjer je živelo veliko lončarjev, draguljarjev in drugih obrtnikov. Teotihuacan je bil znan po izdelavi izdelkov iz obsidiana. Napisi iz majevskih mest kažejo, da je teotihuacansko plemstvo potovalo v, in morda osvojilo, lokalne vladarje tako daleč, kot je danes Honduras. Majevski napisi navajajo posameznika, ki ga znanstveniki imenujejo Atlatl Cauac (angl. Spearthrower Owl – sova, ki meče atlatl ali kopje), očitno vladar Teotihuacana, ki je vladal več kot 60 let in je nameščal svoje sorodnike kot vladarje Tikala in Uaxactuna v Gvatemali.
Znanstveniki svoje razlage o kulturi Teotihuacana bazirajo iz arheoloških ostankov, fresk, ki krasijo mesto (in drugih, na primer Wagnerjevi murali, ki se nahajajo v zasebnih zbirkah), in hieroglifskih napisov, ki so jih zapustili Maji in opisujejo svoja srečanja s teotihuacanskimi osvajalci. Oblikovanje fresk, morda desettisoče fresk, je doseglo višek med 450 in 650. Spretnost slikarjev Mezoamerike bi lahko primerjali s slikarji v renesančnih Firencah v Italiji. 

### Propad
Znanstveniki so menili, da so v 7. ali 8. stoletju napadalci napadli mesto, ga opustošili in požgali. Novejši podatki kažejo, da je požig omejenega števila objektov in stanovanj, povezanih predvsem z vladajočim razredom. Nekateri menijo, da to pomeni, da je bil požig posledica notranjega upora. Pravijo, da je teorija o invaziji napačna, ker je bilo v začetku arheološko delo osredotočeno izključno na palače in templje, kraje, ki so jih uporabljali višji sloji. Ker so vsa ta mesta pokazala posledice gorenja, so arheologi povzeli, da je bilo celotno mesto požgano. Zdaj je znano, da je bilo uničenje osredotočeno na večje civilne strukture vzdolž Avenije smrti. Nekateri kipi se zdi, da so bili uničeni namerno, njihovi fragmenti pa razmetani.
Dokazi za upad prebivalstva, ki se je začel okoli 6. stoletja, dajejo nekaj podpore hipotezi o notranjih nemirih. Padec Teotihuacana je bil povezan z dolgotrajno sušo in podnebnimi spremembami v letih 535-536. To teorijo ekološkega upada podpirajo arheološki ostanki, ki kažejo na povečanje odstotka mladoletnih skeletov z znaki podhranjenosti v 6. stoletju. Ta ugotovitev ni v nasprotju s prej navedenimi teorijami, da se je lahko povečalo bojevanje in notranji nemiri tudi zaradi učinka suše in lakote.  Drugi bližnji centri, kot so Cholula, Xochicalco in Cacaxtla so tekmovali da zapolnijo moč za končni padec Teotihuacana. Umetnost in arhitektura teh mest sta posnemala teotihuacansko, so pa tudi dokazi za eklektično mešanico motivov in ikonografije iz drugih delov Mezoamerike, predvsem z območja Majev.
Nenadno uničenje Teotihuacana ni neobičajno za mezoameriške mestne državice v klasičnem in poklasičnem obdobju. Mnoge majevske države so v naslednjih stoletjih utrpele podobno usodo, serija dogodkov, ki je pogosto označena kot »klasični propad Majev«. V bližini, v dolini Morelos, je bil Xochicalco opustošen in požgan leta 900, Tula je doživela podobno usodo okoli leta 1150. 

## Družba
Teotihuacanska družba je že bila razslojena na bojevniški in svečeniški razred ter na trgovce in obrtnike.  V mestu sta bila razvita lončarska  obrt in obdelovanje obsidiana, v okolici mesta pa so se ukvarjali tudi z rudarstvom. Prebivalci Teotihuacana še niso poznali pisave.

## Kultura

### Arhitektura
Osrednja skoraj 5 km dolga avenija v mestu se danes imenuje Avenija smrti, ob njej pa sta dve orjaški kamniti piramidi. Piramida Sonca je s svojimi 210 metri dolgimi stranicami in 65 metri višine ena največjih piramid na svetu. V mestu sta bili še dve večji piramidi (Mesečeva piramida in Piramida Pernate kače). Piramida Sonca in Mesečeva piramida sta bili v resnici posvečeni vodnim božanstvom, Azteki pa so jih zmotno povezali s soncem in luno. Bivalne zgradbe so bile preprostejše in niso imele oken. Mestna trasa je ortogonalna in posnema nekoliko različni orientaciji Sončeve piramide in kompleksa Ciudadele s Piramido Pernate kače. Obe usmeritvi imata astronomske osnove, povezane s Sončevimi vzhajališči na določene datume.

### Religija
Teotihuacán je morda rojstni kraj dveh ključnih božanstev predkrščanske Srednje Amerike. Najbolj čaščeno božanstvo v mestu je bilo »Božanstvo groma« (kasnejši azteški Tlaloc), ki so mu ob praznovanju vrnitve pomladi darovali tudi človeške žrtve.  Zelo pomembno je bilo tudi božanstvo »Pernata kača«, ki so ga kasnejše srednjeameriške civilizacije imenovale Quetzalcóatl. Miller in Taube sta sestavila listo osmih pomembnejših božanstev, ki so jih častili prebivalci Teotihuacána:
- Gromovnik- »Tlaloc«;
- Velika boginja;
- Pernata kača- »Quetzalcoatl«;
- Staro božanstvo;
- Kača vojskovanja;
- Zamreženi jaguar;
- Božanstvo Pulque;
- Debelo božanstvo.

### Kulturni vplivi
Mesto je imelo četrti, poseljene s tujci, med njimi pa so bili pogosti prebivalci kultur Veracruz in Monte Albán. Kulturni slog Teotihuacána je bilo moč čutiti ob Mehiškem zalivu in vse do Gvatemale. Močno je vplival tudi na Tolteke in Azteke in po njegovem načrtu je nastal tudi načrt tolteške prestolnice Tollan.

## Arheološko najdišče
Znanje o velikanskih ruševinah Teotihuacana ni bilo nikoli povsem izgubljeno. Po padcu mesta so na tem kraju živeli različni skvoterji. V azteških časih je bilo mesto romarski kraj, povezan z mitom Tollana, kraj, kjer je bilo ustvarjeno Sonce. Danes je Teotihuacan ena najbolj znanih arheoloških znamenitosti v Mehiki.

### Izkopavanja in raziskovanja
V poznem 17. stoletju je Carlos de Sigüenza y Góngora (1645-1700) nekaj izkopaval okoli piramide Sonca.  Manjša arheološka izkopavanja so potekala v 19. stoletju. Leta 1905 je arheolog Leopoldo Batres pokazal velik projekt izkopavanj in restavriranja. Piramida Sonca je bila obnovljena v počastitev stoletnice mehiške vojne za neodvisnost leta 1910. Nadaljnja izkopavanja na Ciudadeli so bila izvedene v 1920-ih, delo je nadzoroval Manuel Gamio. Drugi deli lokacije so bili izkopani leta 1940 in 1950. Prvič je celotni projekt obnove in izkopavanja izvedla INAH v 1960-ih do 1965-ih, pod nadzorom Jorgeja Acoste. Ta podvig je imel za cilj očistiti Avenijo mrtvih, utrditi strukture obrnjene proti njej in izkopavati palačo Quetzalpapalotla.
Med namestitvijo razstave »zvok in svetloba« leta 1971 so delavci odkrili vhod v predor in jamski sitem pod piramido Sonca.  Čeprav so znanstveniki dolgo mislili, da je to naravna jama, so novejši pregledi ugotovili, da je predor povsem človeški izdelek.  Notranjost piramide Sonca ni bila nikoli v celoti izkopana.
Leta 1980-82 je potekal še en velik program izkopavanj in restavriranja na Piramidi pernate kače in kompleksu Avenije mrtvih. V zadnjem času je serija izkopavanj na piramidi Lune zelo razširila dokaze o kulturnih praksah.
V letu 2005 je bil, po obsežnih padavinah, odkrit vhod 330 čevljev dolgega predora pod piramido. Odkrili so tudi več stranskih komor. Predor in komore so raziskovali v letu 2013 z robotom na daljinsko upravljanje z imenom Tlaloc II-TC, katerega delo nadzoruje arheolog Sergio Gómez Chávez, direktor Tlalocanu projekta. V eni od stranskih komor je robot odkril nenavadna rumena področja Teotihuacana, narejena iz jedra iz gline, pokrita z jarozitovo tvorbo zaradi oksidacije pirita. Kroglice so bile verjetno nekoč kovinske in bi sijale z briljantnim sijajem. George Cowgill iz arizonske dežavne univerze je dejal: »To so res edinstvene, ampak nimam pojma, kaj pomenijo.« Druge najdbe v podzemnem delu piramide so bile maske prekrite s kristali, kot kremen in žad skupaj z lončenino iz okoli leta 100. Ekipa še raziskuje v predoru, saj jih  spodbujajo obetavni rezultati. 
V novembru 2014 so odkrili »velike količine« živega srebra v komori 60 metrov pod 1800 let staro piramido, znano kot Tempelj pernate kače, tretje največje piramide v Teotihuacanu, skupaj z žadastimi kipi, ostanki jaguarja, škatlo napolnjeno z vklesanimi školjkami in gumijaste žogice. 

### Načrt lokacije
Široko osrednjo mestno avenijo, ki se imenuje Avenija smrti (prevod imena v jeziku nahuatl Miccoatli),obdaja impresivna slavnostna arhitektura, vključno z impresivno piramido Sonca (tretja največja na svetu za Veliko piramido Choluli in Veliko piramido v Gizi). Ob Aveniji smrti je veliko manjših talud-tablero platform. Azteki so verjeli, da so to grobnice, od tod ime avenije. Znanstveniki so zdaj ugotovili, da so bile to obredne platforme, ki so imele na vrhu templje.
V urbanizmu in arhitekturi Teotihuacana odsevajo kozmološka pojmovanja. V urbani trasi sta dve rahlo različni usmeritvi, ki sta posledica kombinacije astronomskih in topografskih kriterijev. Osrednji del mesta, vključno z Avenijo Mrtvih, posnema orientacijo Sončeve piramide, medtem ko južni del ponazarja orientacijo Ciudadele. Obe stavbi sta registrirali Sončeve vzhode in zahode na določene datume in tako omogočali uporabo opazovalnega koledarja, ki je olajševal ustrezno načrtovanje poljedelskih opravil in povezanih obredov. Obe usmeritvi pripadata dvema izmed več skupin orientacij, ki so zelo razširjene v Mezoameriki in jih je mogoče razložiti le z uporabo astronomskih referenc na obzorju.  Poleg tega je Sončeva piramida proti severu usmerjena proti hribu Cerro Gordo, kar pomeni, da je bilo mesto za njeno gradnjo skrbno izbrano na osnovi tako astronomskih kot topografskih kriterijev. Umetna jama pod piramido je dodaten pokazatelj pomena tega kraja.

## Grožnja
Arheološki park Teotihuacan je ogrožen zaradi razvojnih pritiskov. Leta 2004 je guverner zvezne države Mexico, Arturo Montiel, dal dovoljenje za izgradnjo Wal-Mart velike trgovine v tretjem arheološkem območju parka. Po podatkih Counterpunch.org, "med gradnjo so naleteli na artefakte, ki so jih domnevno s tovornjaki odpeljali na lokalno deponijo, delavce pa odpustili, ko so razkrili zadevo medijem."
V zadnjem času je Teotihuacan postala središče polemike zaradi Resplandor Teotihuacano, ogromnega svetlobnega in zvočnega spektakla, nameščenega za nočno predstavo za turiste. Kritiki pojasnjujejo, da je veliko število uvrtanih lukenj zaradi projekta povzročilo zlom kamnov in nepopravljivo škodo, medtem ko bo projekt imel omejene koristi.